# Pombia
Pombia település Olaszországban, Piemont régióban, Novara megyében. Lakosainak száma 2147 fő (2023. január 1.). Pombia Divignano, Marano Ticino, Somma Lombardo, Varallo Pombia és Vizzola Ticino községekkel határos.

## Népesség
A település lakossága az elmúlt években az alábbi módon változott:
| Lakosok száma | 2203 | 2176 | 2147 |
|               | 2017 | 2018 | 2023 |